# Tantilla gracilis
Espèce
Statut de conservation UICN

 LC  : Préoccupation mineure
Tantilla gracilis  est une espèce de serpents de la famille des Colubridae.

## Répartition
Cette espèce se rencontre :
- au Mexique dans le nord-est du Coahuila ;
- aux États-Unis dans le Texas, dans l'Oklahoma, dans le sud-est du Kansas, dans le sud du Missouri, dans l'Illinois, dans l'Arkansas et dans le nord-ouest de la Louisiane.

## Description
C'est un serpent ovipare.

## Étymologie
Son nom d'espèce, du latin gracilis, « fin », lui a été donné en référence à sa morphologie.

## Publication originale
- Baird & Girard, 1853 : Catalogue of North American Reptiles in the Museum of the Smithsonian Institution. Part 1. Serpents. Smithsonian Institution, Washington, p. 1-172 (texte intégral).